# Kubisk zirkonia
Kubisk zirkonia (eller CZ) er den kubiske krystallinske form af zirkoniumdioxid (ZrO2).
Kubisk zirkonia er et mineral som bliver syntetisk fremstillet i stor skala med formålet at blive anvendt som en diamantimitation. Det kunstige materiale er hårdt (8,0-8,5 på Mohs' hårdhedsskala), optisk fejlfrit og sædvanligvis farveløst, men kan også fremstilles i flere forskellige farver. (Kubisk zirkonia må ikke forveksles med zirkon, som er et zirkoniumsilikat (ZrSiO4).) Kubisk zirkonia forekommer yderst sjældent naturligt (baddeleyit).
Siden materialet er billigt, slidstærkt og meget ligner diamant af udseende, har syntetisk kubisk zirkonia været den gemmologisk og økonomisk vigtigste diamantimitation siden 1976.
Den vigtigste konkurrent blandt syntetiske ædelstener, er det fornyligt udviklede syntetiske materiale moissanit.